# ひだ高山号
ひだ高山号（ひだたかやまごう）は、東海北陸自動車道などを経由して愛知県名古屋市（一部・常滑市）と岐阜県高山市を結ぶ昼行高速バス路線である。
別名：高山 - 名古屋線、メイヒライナー。

## 概説
愛知県名古屋市中村区の名鉄バスセンター・名古屋駅（新幹線口）から、名古屋高速道路・名神高速道路・東海北陸自動車道・国道158号を経由して岐阜県高山市の高山濃飛バスセンターまで運行。
1往復は岐阜県飛騨市の飛騨古川駅まで乗り入れていたが、2008年7月5日をもって運行を終了し、高山濃飛バスセンター行となった。同年7月6日以降は2号（濃飛乗合自動車担当）に限り、連絡便として飛騨古川駅始発で運行され、高山 - 郡上八幡・名古屋の運賃に210円を追加することで乗車できる。
名古屋 - 高山間の運賃は片道3,100円・往復5,400円で、同区間を運行するJR東海の特急列車「ひだ」片道の普通車指定席運賃料金のおよそ半額という運賃設定になっている。経済性の高さや外国人観光客の増加に伴い週末を中心に終日満席となることもあり、会社では「名古屋線満席の場合は、岐阜～高山線のご利用が便利です」と岐阜線の利用を呼びかけている。
2009年3月19日のダイヤ改正で名古屋高速道路経由に変更されるまでは、名神一宮インターまでは国道22号（名岐バイパス）を走行していた。
2019年12月1日より、1日1往復が中部国際空港（常滑市）への乗り入れを開始した。

## 運行会社
- 名鉄バス：運行開始当時は名古屋鉄道、名古屋中央営業所が担当。
- ジェイアール東海バス：名古屋支店が担当。
- 濃飛乗合自動車：高山営業所が担当。
  - 濃飛乗合自動車の名古屋側の運行支援業務は名鉄バス名古屋中央営業所が担当。
  - 名鉄バス・JR東海バスの高山側の運行支援業務は濃飛乗合自動車高山営業所が担当。

## 停留所
- ▼：高山行は乗車のみ、名古屋行は降車のみ
- ▲：名古屋行は乗車のみ、高山行は降車のみ
- ◆：乗車・降車とも可能（郡上八幡IC）

| 停車停留所名         | 停留所所在地 | 停留所所在地   |   |   | 備考                            |
| -------------------- | ------------ | -------------- | - | - | ------------------------------- |
| 中部国際空港         | 愛知県       | 常滑市         | ▼ |   | 1往復（名鉄バス担当便）のみ停車 |
| 名鉄バスセンター     | 愛知県       | 名古屋市中村区 | ▼ |   | 3階7番のりば                    |
| 名古屋駅             | 愛知県       | 名古屋市中村区 | ▼ |   | 新幹線口3番のりば               |
| 郡上八幡IC           | 岐阜県       | 郡上市         | ◆ |   | 一部通過便あり                  |
| 清見                 | 岐阜県       | 高山市         | ▲ |   | 道の駅ななもり清見              |
| 崇教真光総本山前     | 岐阜県       | 高山市         | ▲ |   |                                 |
| 高山濃飛バスセンター | 岐阜県       | 高山市         | ▲ | ┐ | 高山駅東口                      |
| 飛騨古川駅           | 岐阜県       | 飛騨市         |   | ▲ | 連絡便（2号のみ）               |

※ 中部国際空港発着便は栄にも停車するが、高山方面への利用は不可。

## 運行本数
- 2020年12月1日以降：1日9往復
各社3往復ずつ、そのうち1往復（計3往復）が郡上八幡バスストップを通過する。

## 歴史
- 2000年（平成12年）10月8日 - 運行開始[3]。当時は1日6往復（各社2往復ずつ。冬季は4往復で濃飛乗合自動車のみ2往復、その他は1往復）[3]。
- 2001年（平成13年）4月14日 - 1日9往復（冬季は6往復）に増便。1往復を飛騨古川駅まで延長。
- 2004年（平成16年）10月1日 - 名鉄バス、名古屋鉄道から分社して営業開始。
- 2008年（平成20年）7月6日 - 飛騨古川駅乗り入れおよび荘川バス停を廃止。連絡便として飛騨古川駅発のみ1便運行。
- 2009年（平成21年）3月19日  - 名古屋高速道路経由になり所要時間が10分短縮。あわせてハイウェイバスドットコムに加えて、高速バスネットでも取扱を開始。
- 2010年（平成22年）12月9日 - 名古屋駅JRハイウェイバスターミナルが桜通り口から新幹線口（太閤口）へ移転。
- 2014年（平成26年）4月1日  - 消費税率改定に伴い、運賃改定。
- 2015年（平成27年）7月1日 - 1日12往復に増便[4]。

- 2019年（平成31年／令和元年）
  - 4月1日 - 運賃改定[5]。
  - 12月1日 - 1日15往復に増便。うち1往復が中部国際空港に乗り入れ[6]。
- 2020年（令和2年）12月1日 - 1日9往復に減便。

## 使用車両
トイレ付きの4列シート車両。
JR東海バスと濃飛バスは40席＋補助席付き、名鉄バスは座席ACコンセントや空気清浄機・パウダールーム・Wi-Fiを搭載した補助席なしワイドシート36席の車両で運行。